# Carnew
Carnew (iriska: Carn an Bhua) är en ort i republiken Irland.   Den ligger i grevskapet Wicklow och provinsen Leinster, i den östra delen av landet, 70 km söder om huvudstaden Dublin. Carnew ligger 101 meter över havet och antalet invånare är 1 091.
Terrängen runt Carnew är kuperad åt nordväst, men åt sydost är den platt.Runt Carnew är det ganska glesbefolkat, med 32 invånare per kvadratkilometer. Närmaste större samhälle är Gorey, 14,1 km öster om Carnew. Trakten runt Carnew består i huvudsak av gräsmarker.